# 3FM Serious Request 2020
3FM Serious Request: The Lifeline 2020 was de achttiende editie van 3FM Serious Request. Het was de bedoeling dat dj's van de radiozender een looproute gingen afleggen tussen Roermond en Zwolle, maar dat ging vanwege de coronacrisis niet door. In plaats daarvan werden zes dj's van 18 tot en met 24 december opgesloten in een loods op Twente Airport. Tijdens de week werd er geld opgehaald voor de bestrijding van het coronavirus. De actie was in samenwerking met het Rode Kruis. De eindstand kwam uiteindelijk neer op € 1.601.923.
In april 2020 organiseerde NPO 3FM gedurende een paar dagen al een kleinschalige Serious Request vanwege de uitbraak van het coronavirus. Toen werd er € 307.392 opgehaald. Die kleinschalige editie staat los van deze editie die eind december 2020 plaatsvond. De opbrengsten van beide edities werden niet samengevoegd. Wel was voor beide edities het doel hetzelfde.

## Invulling
De actie had net zoals in 2018 en 2019 geen Glazen Huis meer. De plannen om langs een route van 500 kilometer te wandelen en tegelijkertijd radio te maken, werden eind oktober geannuleerd vanwege het coronavirus. De looproute wordt verplaatst naar de editie van 2021. In november werd bekendgemaakt dat zes dj's zich een week lieten opsluiten in een loods op Twente Airport. Publiek was bij het evenement niet welkom. De activiteiten in de loods konden via radio, tv en een livestream gevolgd worden. De dj's die tijdens de actie radio maakten waren Frank van der Lende, Eva Koreman, Sander Hoogendoorn, Sophie Hijlkema, Rob Janssen en Wijnand Speelman.
Deze editie was de laatste keer dat het evenement in samenwerking met het Rode Kruis georganiseerd werd.

## Tussenstanden en opbrengst
Dagelijks werd er een tussenstand bekendgemaakt. De laatste tussenstand was op 24 december en die bedroeg € 1.153.463. Later op die dag werd tijdens de eindshow het eindbedrag bekendgemaakt van € 1.601.923.
| Dag         | Bedrag      |
| ----------- | ----------- |
| 19 december | € 316.982   |
| 20 december | € 442.753   |
| 21 december | € 603.291   |
| 22 december | € 804.328   |
| 23 december | € 1.003.827 |
| 24 december | € 1.153.463 |

| Actie                              | Bezieler Actie                   | Streefbedrag | Opbrengst   |
| ---------------------------------- | -------------------------------- | ------------ | ----------- |
| Tour de Tietema 3FM                | Tour de Tietema                  | € 25.000     | € 34.588,45 |
| Lopen voor Nicole                  | Montessorischool, Bergen op Zoom | € 22.172     | € 27.126    |
| 6-daagse ultra                     | Sameena Van Der Mijden           | € 10.000     | € 20.777,85 |
| Reinier Zonneveld in je huiskamer! | Reinier Zonneveld                | € 100        | € 16.000    |
| #StayFackingPositive               | Thomas van der Vlugt             | € 5.000      | € 15.707    |

## Tijdschema
| DagTijdslot | Vrijdag 18 december                        | Zaterdag 19 december | Zondag 20 december | Maandag 21 december | Dinsdag 22 december | Woensdag 23 december | Donderdag 24 december                 |
| ----------- | ------------------------------------------ | -------------------- | ------------------ | ------------------- | ------------------- | -------------------- | ------------------------------------- |
| 02:00-06:00 |                                            | Frank en Eva         | Frank en Eva       | Rob en Wijnand      | Frank en Eva        | Rob en Wijnand       | Frank en Eva                          |
| 06:00-10:00 | Sander en Sophie                           | Sander en Sophie     | Sander en Sophie   | Sander en Sophie    | Sander en Sophie    | Sander en Sophie     |                                       |
| 10:00-14:00 | Beginshow vanaf 12:00 uur met Frank en Eva | Rob en Wijnand       | Rob en Wijnand     | Rob en Wijnand      | Rob en Wijnand      | Rob en Wijnand       | Rob en Wijnand                        |
| 14:00-18:00 | Frank en Eva                               | Frank en Eva         | Frank en Eva       | Frank en Eva        | Frank en Eva        | Frank en Eva         | Frank en Eva Eindshow vanaf 16:00 uur |
| 18:00-22:00 | Sander en Sophie                           | Rob en Wijnand       | Sander en Sophie   | Rob en Wijnand      | Sander en Sophie    | Rob en Wijnand       |                                       |
| 22:00-02:00 | Rob en Wijnand                             | Sander en Sophie     | Frank en Eva       | Sander en Sophie    | Frank en Eva        | Sander en Sophie     |                                       |

## Verslaggeving
| Dj's                                         | Actie                            |
| -------------------------------------------- | -------------------------------- |
| Joram Kaat                                   | Presentatie updates op NPO 1     |
| Kevin van Arnhem Jorien Renkema Timur Perlin | Verslaggeving groene hartjesteam |